# Campo de Tiro al Plato de Pekín

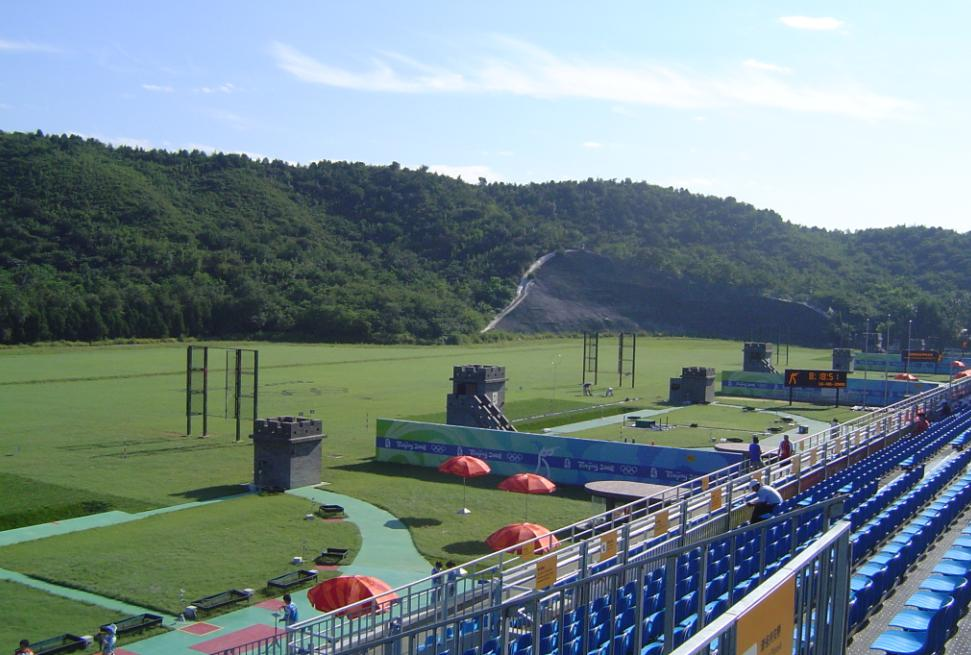
Instalaciones del Campo de Tiro al Plato de Pekín.

El Campo de Tiro de Pekín es una instalación en la capital china para la práctica del tiro al plato, donde se celebraron las competiciones de tiro al plato durante los Juegos Olímpicos de 2008. 
El campo se encuentra en una superficie de 6.170 km² y cuenta con gradas para una capacidad provisional de 5.000 espectadores. Fue construido bajo el diseño del arquitecto chino Qi Bing.
Está ubicado en el distrito de Shijingshan, al occidente de Pekín, cerca del Pabellón de Tiro.